# Calcinus laevimanus
Der Großscheren-Einsiedlerkrebs (Calcinus laevimanus) ist ein Einsiedlerkrebs aus dem tropischen Indopazifik. Er ist nachtaktiv, bewohnt Korallenriffe und lebt von flachen Gezeitentümpeln bis in Tiefen von zehn Metern. Am häufigsten sind die Krebse direkt unterhalb der Gezeitenzone. Größere Exemplare bevorzugen den unteren Tiefenbereich.

## Merkmale
Der Carapax der Krebse ist blaugrau, die Laufbeine und Scheren sind braun mit weißen Spitzen, Augen und Augenstiele sind blau, die Fühler orange. Calcinus elegans gehört zur Familie der Linkshändigen Einsiedlerkrebse (Diogenidae). Seine linke Schere ist deutlich größer als die rechte. Calcinus laevimanus wird etwa vier Zentimeter lang.
Die Krebse sind Allesfresser und ernähren sich von Algen, Aas und von allerlei kleinen wirbellosen Tieren.

## Aquaristik
Calcinus laevimanus wird recht häufig für die Aquarienhaltung importiert und ist leicht zu halten.